# Kalinjor
Kalinjor (en népalais : कालिन्जोर) est un comité de développement villageois du Népal situé dans le district de Sarlahi. Au recensement de 2011, il comptait 5 388 habitants.